# 염화 아실

염화 아실(Acyl chloride)은 유기화학에서 작용기-COCl을 갖는 유기 화합물이다. 이 화학식은 보통 RCOCI로 쓰며 여기서 R은 곁사슬이다. 이들은 카복실산의 반응적 파생물이다. 염화 아실의 한 예로 염화 아세틸(CH3COCl)을 들 수 있다. 염화 아실은 아실 할라이드의 가장 중요한 부분 집합이다.

## 위험
저분자 염화 아실은 대개 최루제이며 물, 알콜, 아민과 격렬하게 반응한다.